# Хилл, Полли
Полли Хилл (англ. Polly Hill; 14 июля 1914, Кембридж — 21 августа 2005, Айслхэм, Кембриджшир, Англия) — английский экономист и антрополог.

## Биография
Полли Хилл родилась 14 июля 1914 года в Кембридже; родители Хилл — нобелевский лауреат по медицине и физиологии Арчибальд Хилл и Маргарет Невилл Кейнс (дочь Дж. Н. Кейнса и родная сестра Дж. М. Кейнса). Училась в Кембридже (колледж Ньюхем). Входила в редакционную коллегию The Economic Journal (1936—1938). Работала в Фабианском обществе (1938—1939).
С 1954 по 1965 гг. являлась научным сотрудником Института африканских исследований Ганского университета.
Преподавала в Кембриджском университете (1973—1979).

## Основные произведения
- «Миграция фермеров-производителей какао Южной Ганы» (The Migrant Cocoa-Farmers of Southern Ghana, 1963);
- «Развитие экономической науки на испытании» (Development Economics on Trial, 1986).